# Toufndé Civé
Toufndé Civé este o comună din departamentul Kaédi, Regiunea Gorgol, Mauritania, cu o populație de 7.059 locuitori.